# Jacques François Delaunay
Jacques François Marie Delaunay est un homme politique français né le 2 octobre 1753 à Moyenneville (Pas-de-Calais) et décédé le 16 avril 1832 à Mailly-Maillet (Somme).
Notaire, il est député de la Somme de 1791 à 1792, siégeant avec les modérés. Il est conseiller général en 1800, puis juge de paix sous le Premier Empire.

## Sources
- « Jacques François Delaunay », dans Adolphe Robert et Gaston Cougny, Dictionnaire des parlementaires français, Edgar Bourloton, 1889-1891 [détail de l’édition]